# Clásica de Almería 1994
La Clásica de Almería 1994, nona edizione della corsa, si disputò il 6 marzo 1994 su un percorso di 172 km. Fu vinta dal belga Johan Capiot, che terminò in 4h54'37". La gara era classificata di categoria 1.4 nel calendario dell'UCI.

## Ordine d'arrivo (Top 10)
| Pos. | Corridore             | Squadra       | Tempo    |
| ---- | --------------------- | ------------- | -------- |
| 1    | Johan Capiot          | TVM-Bison Kit | 4h54'37" |
| 2    | Asjat Saitov          | Kelme-Avianca | s.t.     |
| 3    | Jans Koerts           | Festina-Lotus | s.t.     |
| 4    | Mirko Gualdi          | Lampre        | s.t.     |
| 5    | Alfonso Gutiérrez     | Artiach       | s.t.     |
| 6    | Kiko García           | ONCE          | s.t.     |
| 7    | José Antonio Espinosa | Deportpublic  | s.t.     |
| 8    | Ángel Edo             | Kelme         | s.t.     |
| 9    | Michel Cornelisse     | TVM-Bison Kit | s.t.     |
| 10   | Michel Vermote        | Festina-Lotus | s.t.     |